# 烏魯克
烏魯克（蘇美語：𒀕𒆠）是美索不達米亞西南部蘇美人的一座古代城市，為蘇美爾與后期巴比倫尼亞的城邦之一，位於幼發拉底河東岸，距現在的伊拉克穆薩納省薩瑪沃鎮約30公里。
烏魯克屬於苏美尔王國早期的標誌性城址，在西元前第四千紀中期蘇美的城市化進程中位于先鋒地位。烏魯克於西元前2,900年最為興盛，可能有50,000～80,000名居民在6平方公里的城牆範圍內居住，為當時全球最大的城市。大約在西元前2,000年，烏魯克在與埃蘭的爭霸中逐漸喪失了自己原本在兩河流域的首要地位，最終在伊斯蘭對波斯的征服前後被廢棄。
烏魯克一般作為史詩《吉尔伽美什史诗》中的主角吉尔伽美什所統治的城市而為人所知，它亦被認為是《舊約聖經·創世紀》中所記載的以利（Erech）天主教思高聖經譯厄勒客，是寧录（Nimrod）在示拿地建立的第二座城市。
烏魯克遺址與1849年被威廉·羅夫托斯（William Loftus）發現。一般認為阿拉伯語中對巴比倫尼亞的稱呼伊拉克（阿拉伯语：/[al-‘Irāq] 错误：{{Transl}}：无法识别语言／字母代码 阿拉伯語（帮助））即通過阿拉米語與中古波斯語，最終源自烏魯克的名字。

## 特色

烏魯克擴張和殖民前哨，西元前3,600年～3,200年

### 地理因素

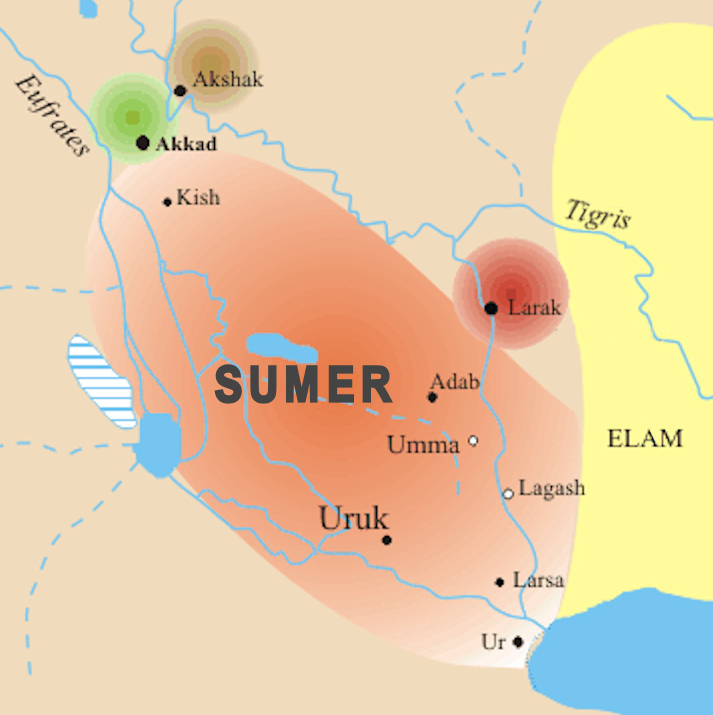
蘇美地圖。

烏魯克城址位於伊拉克的穆萨纳省，兩河平原的西南部分，的確切坐標為31°19′20″N，45°38′10″E。
最早的烏魯克城位於幼發拉底河西南岸，距離河道很近。水源適於農業發展，而又地處交通要道，方便貿易，有利於早期文明的發展。
如今的烏魯克城址，古河道已經乾涸，城址轉移到東岸，遠離水流。這種大型河流改道帶來的土地、濕度變化可能是烏魯克城址被廢棄的原因之一。

## 歷史

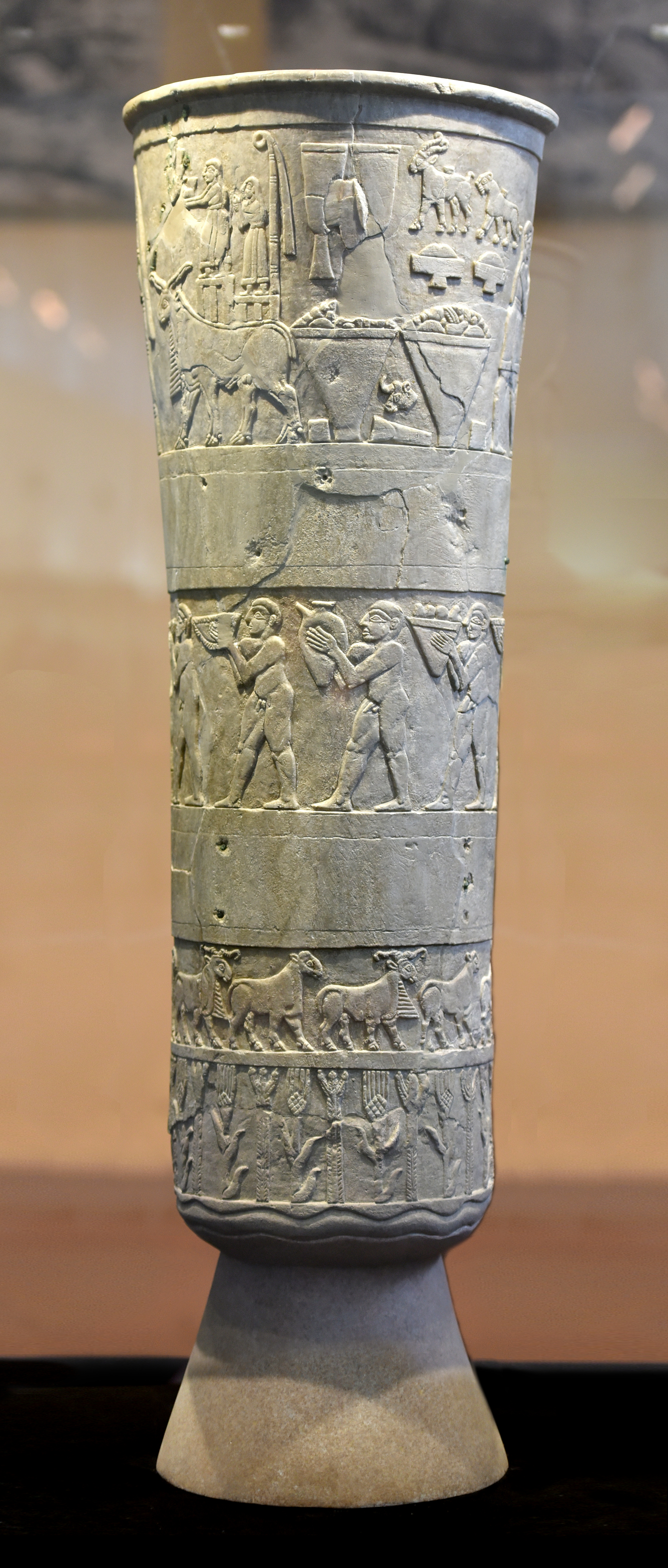
伊南娜的虔誠場景：瓦爾卡瓶。位於西元前3,200年～3,000年的烏魯克。這是現存最早的敘事浮雕作品之一。

烏魯克的城市化發生于烏魯克時期（西元前4,000年～西元前3,200年，又被稱為「烏魯克擴張時期」），在約800年的時間內由一個小型的農業聚居地擴張為政治、軍事乃至社會各方面上的中心城市，蘇美人的貿易與殖民活動將烏魯克文化傳播到其周圍區域，但此時烏魯克尚不能在軍事上完全掌控殖民地區。

### 烏魯克的考古層
烏魯克的考古地層大致可分為18層：
- 烏魯克XVIII期：埃利都時期（約西元前5,000年），烏魯克作為聚居地出現；
- 烏魯克XVIII～XVI期：晚歐貝德時期（西元前4,800年～4,200年）；
- 烏魯克XVI～X期：早烏魯克時期（西元前4,000年～3,800年）；
- 烏魯克IX-VI期：中烏魯克時期（西元前3,800年～3,400年）；
- 烏魯克V～IV期：晚烏魯克時期（西元前3,400年～3,100年），伊安那神廟區域中最早的紀念性建築出現;
- 烏魯克III期：傑姆德·那瑟時代（西元前3,100年～2,900年），9千米的烏魯克城墻始建；
- 烏魯克II期；
- 烏魯克I期。

### 早期歷史

烏魯克文化的擴張（約西元前3,600年～3,200年）

早期烏魯克城址由歐貝德時期的兩個相似的小型定居點融合而來，而位於兩個定居點核心的復合神廟區域演變為伊安那神廟（Eanna，天之屋）區域與阿努神廟區域。阿努神廟區域最早被稱為「庫拉巴」（Kullaba），是供奉男神安與女神伊南娜的區域，它的歷史可以追溯到埃利都時期，是最古老的蘇美聖地之一。這些復合神廟區一般被視為兩個定居點統一的標誌，擁有很重要的宗教與國家地位，新巴比倫時代的文獻顯示它們至少曾被當做物品的再分配中心使用。兩座神廟的始建時間均為西元前4,000年左右，阿努神廟區的歷史要略微早一些。

### 王朝時代

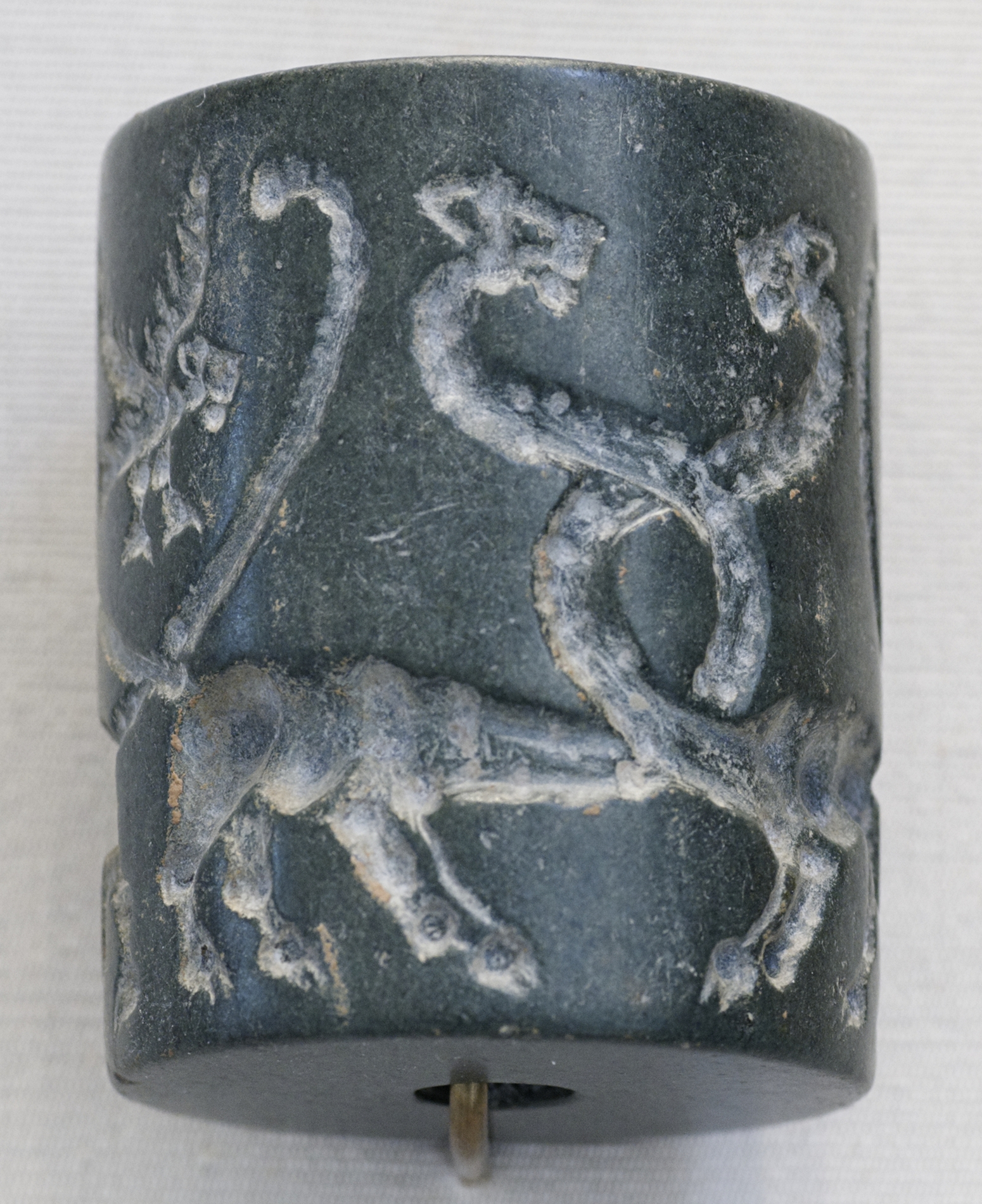
烏魯克出土的滚印, 上面刻畫的形象被學者稱為蛇豹。

在約西元前2,900年，兩河流域進入了早王朝時代，各蘇美城邦紛紛進入小型王國時代，而烏魯克在其中扮演了相當重要的政治角色。對烏魯克早期王朝歷史的重構主要基於新蘇美爾時代後期出現的蘇美爾王表，它將烏魯克掌握霸權的時代切分為5個王朝。

#### 早王朝I時期
在早王朝I時期（約西元前2,900年～西元前2,800年），理論上烏魯克喪失了烏魯克時代的領導地位而處於另一座城邦基什（Kish）的統治之下。通常這一時期又被視為蘇美的「黃金時代」。

#### 烏魯克第一王朝
王表記載在基什王朝之後，霸權轉移到了烏魯克，具體的統治者如下：
| 名字         | 楔形文字寫法                | 時間           |
| ------------ | --------------------------- | -------------- |
| 美什千加舍爾 | 𒈩𒆠𒉘𒂵𒊺𒅕,meš3-ki-aĝ2-ga-še-er |                |
| 恩美爾卡     | 𒂗𒈨𒅕𒃸,en-me-er-kar2          |                |
| 盧伽爾班達   | 𒀭𒈗𒌉𒁕,dlugal-ban3-da         | 約公元前2600年 |
| 杜木茲       | 𒀭𒌉𒍣,ddumu-zid               |                |
| 吉爾伽美什   | 𒀭𒄑𒂆𒈦,dgilgameš3             |                |
| 烏爾·努伽勒  | 𒌨𒀭𒉣𒃲,ur-dnun-gal            |                |
| 烏杜·卡拉瑪  | 𒌋𒊨𒌦𒈠,u-dul3-kalam-ma        |                |
| 拉·巴述姆    | 𒆷𒁀𒀀𒋳,la-ba-/a’??-šum?       |                |
| 恩努塔拉阿那 | 𒂗𒉣𒁰𒀭𒈾,en-nun-taraḫ-an-na    |                |
| 麥施赫       | 𒈩𒃶,meš3-ḫe2                 | 約公元前2500年 |
| 麥勒安那     | 𒈨𒉈𒀭𒈾,me-lem4-an-na          |                |
| 盧伽基頓     | 𒈗𒆠𒂅,lugal-ki-tun3           |                |

這一時代在考古上對應早王朝II時期（約西元前2,800年～西元前2,600年），我們對這些統治者仍知之甚少，在這一時代烏魯克的神廟群得到了大幅改造。通常這一時期又被視為蘇美的“英雄時代”或“史詩時代”，後世多數蘇美英雄史詩即以此時代前期作為背景，例如有關於恩美爾卡、盧伽爾班達與吉爾伽美什三位英雄的故事：傳說恩美爾卡是烏魯克的建城者、最早的楔形文字使用者、恩安那神廟的建造者，而吉爾伽美什是烏魯克城墻的修建者，這些細節與考古發掘不符，但另一則故事敘說吉爾伽美什從基什王阿伽（Aga）手中奪過蘇美城邦的霸權，在一定程度上與歷史相符。在這些早期國王中，以盧伽爾班達與吉爾伽美什最為重要：他們的名字前直接出現表示神的定符𒀭，而不是名字與神相同或含有神名，表示他們在後來的歷史中逐漸被神化。第一王朝的最後一任王被烏爾王美斯安涅帕达所擊敗，自此烏魯克的霸權被烏爾奪走。

#### 早王朝III時期
早王朝III時期包括早王朝IIIa時期（約西元前2,800年～西元前2,600年）與早王朝IIIb時期（約西元前2,800年～西元前2,334年，又被稱為前薩爾貢時代），這一時期的烏魯克雖然數度短暫崛起，但基本失去了原本的霸主地位。
烏魯克第二王朝時間極短，王位傳承僅持續了三代：
| 名字       | 楔形文字寫法                  | 時間 |
| ---------- | ----------------------------- | ---- |
| 恩沙庫沙那 | 𒈩𒄊𒃢𒀀𒀭𒁺𒀭𒈾,en-šakkan2-ša4-an-na |      |
| 盧伽烏勒   | 𒈗𒌨𒂊,lugal-ur-e                |      |
| 阿爾乾地亞 | 𒅆𒂵𒀭𒌤𒀀,ar-ga-an-de2-a          |      |

恩沙庫沙那擊敗了前一任霸主哈瑪茲（Hamazi），征服了大半個蘇美地區并得到了「蘇美之王」的稱號，但實際上在其繼承者盧伽烏勒的時代，烏魯克的霸權已經再次被烏爾所奪走。
烏魯克第三王朝時間極短，僅維持了一代：
| 名字         | 楔形文字寫法         | 時間                                     |
| ------------ | -------------------- | ---------------------------------------- |
| 盧加爾扎克西 | 𒈗𒍠𒄀𒋛,lugal-zag-ge-si | 約西元前2,359年～西元前2,335年（中年表） |

盧加爾扎克西原本為溫馬（Umma）祭祀，篡奪王位后開始四處征戰，結束了基什第四王朝，幾乎統一蘇美并定都烏魯克，但最後被阿卡德的薩爾貢擊敗，自此兩河流域進入同一的阿卡德帝國時代（西元前2,334～西元前2,154年，中年表）。

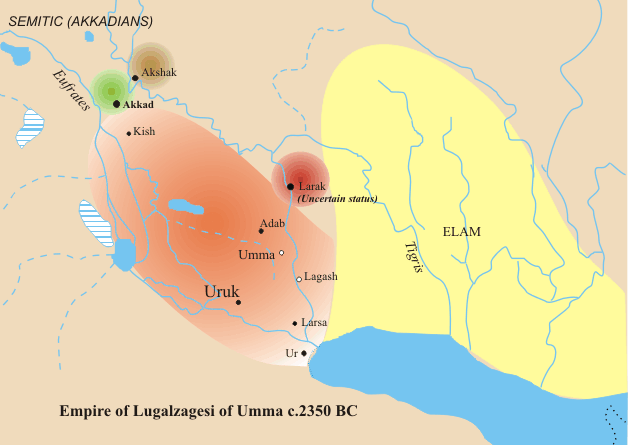
盧加爾扎克西時代，烏魯克第三王朝的勢力範圍。

#### 阿卡德時代時期
在阿卡德帝國時代（西元前2,334～西元前2,154年，中年表），烏魯克已經不再有獨立的王，王表中記載的烏魯克第四王朝可能僅僅是帝國统治下的半自主政權：
| 名字        | 楔形文字寫法       | 時間 |
| ----------- | ------------------ | ---- |
| 烏爾·寧吉   | 𒌨𒌋𒌓𒆤,ur-niĝin3     |      |
| 烏爾·吉吉爾 | 𒌨𒄑𒇀,ur-ĝišgigir    |      |
| 庫達        | 𒋻𒁕,kud-da          |      |
| 普祖里利    | 𒅤𒊭𒉌𒉌,puzur4-i3-li2 |      |
| 烏爾·烏圖   | 𒌨𒀭𒌓,ur-dutu        |      |

以上統治者的資料後世所知甚少。
在阿卡德帝國時代結束後，蘇美一度陷入外族人所建立的的統治中，最終，烏魯克的烏圖-赫加爾擊敗古提王朝，將古提人逐出美索不達米亞，建立烏魯克第五王朝：
| 名字        | 楔形文字寫法       | 時間                                 |
| ----------- | ------------------ | ------------------------------------ |
| 烏圖-赫加爾 | 𒀭𒌓𒃶𒈪,dutu-ḫe2-ĝa12 | 西元前2,123～西元前2,113年（中年表） |

不過在西元前2,113年，烏爾的烏爾-納姆擊敗烏圖-赫加爾，結束烏魯克王朝，自此烏魯克進入新蘇美時代（烏爾第三王朝，西元前2,112年～西元前2,004年，中年表）。

#### 逐漸衰落

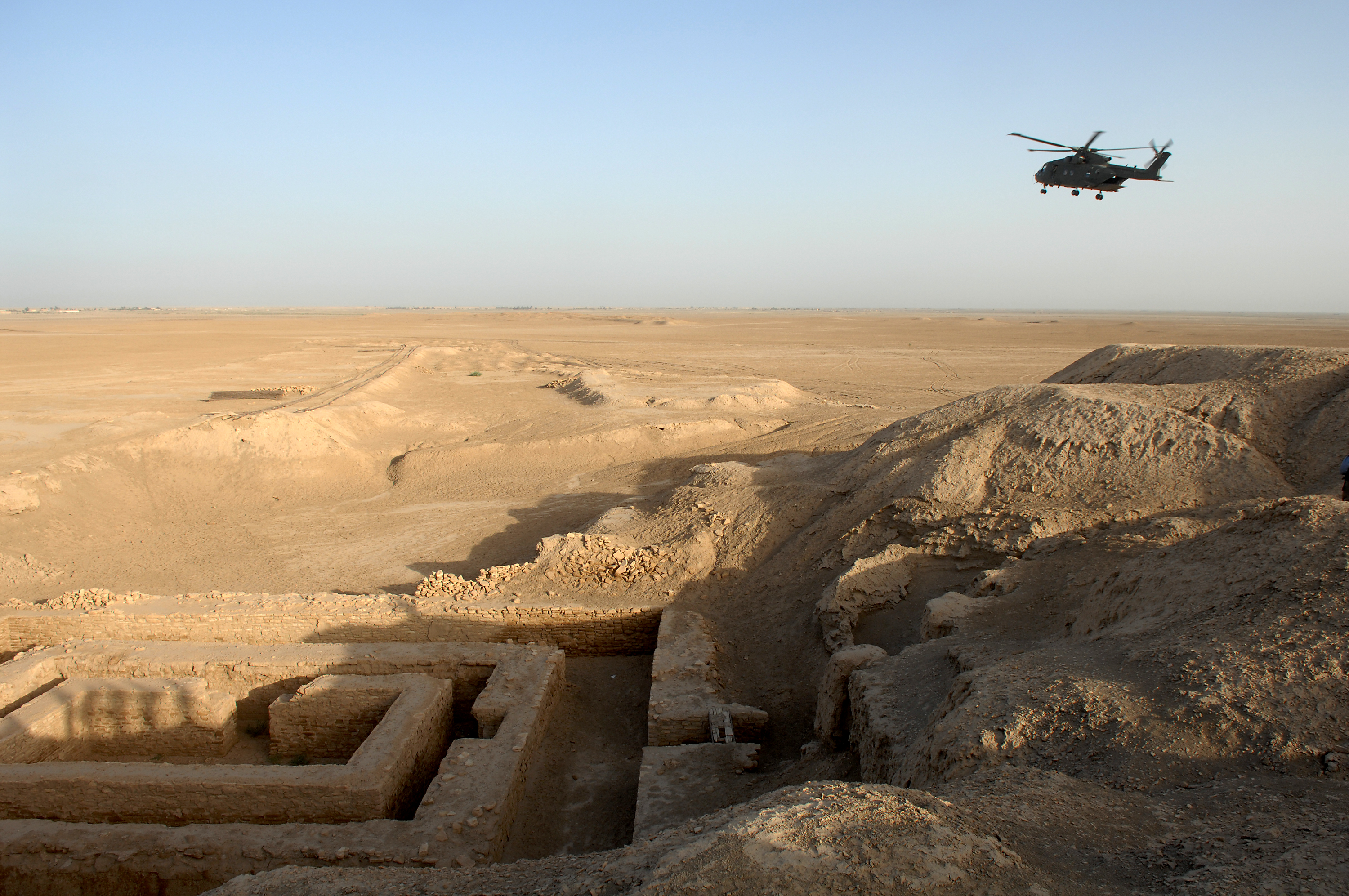
烏魯克遺址（2008年）

從烏爾第三王朝（西元前2,112年~西元前2,004年）開始，烏魯克不再享有重要的政治地位，但在之後很長一段時間里他都是相當重要的城市：從烏爾第三王朝，到巴比倫亞述時代、阿契美尼德時代、希臘化時代。此時烏魯克的建築被大規模改造，原本的神廟群也被改為數個。從希臘化的塞琉古帝國失去兩河流域、美索不達米亞進入帕提亞帝國後，烏魯克開始逐漸衰敗。最終在大約700年的阿拉伯擴張中被徹底廢棄。

## 建築學

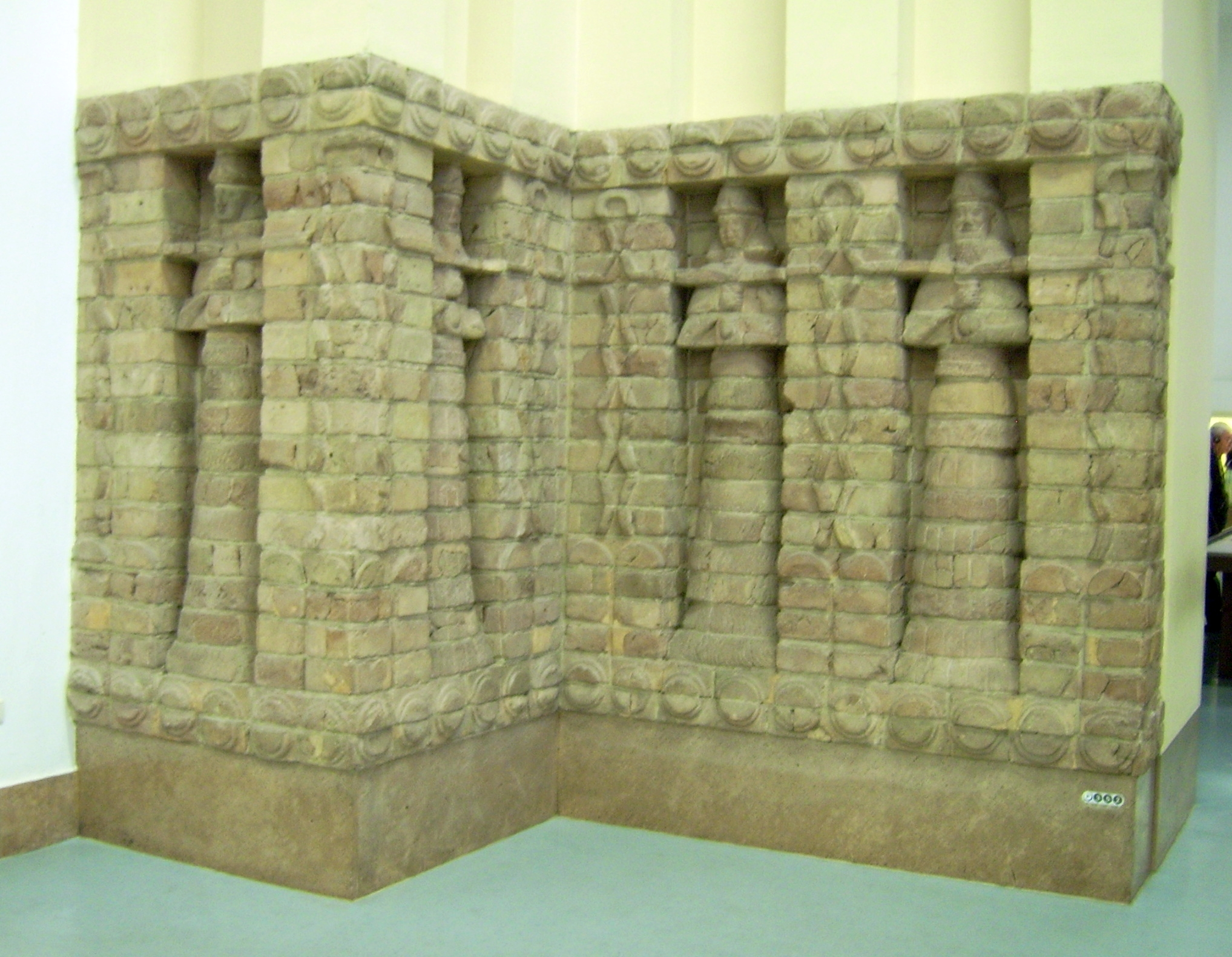
伊南娜神廟殘存的前部，加喜特時代（約西元前1,500年），德國佩加蒙博物館

### 人形品

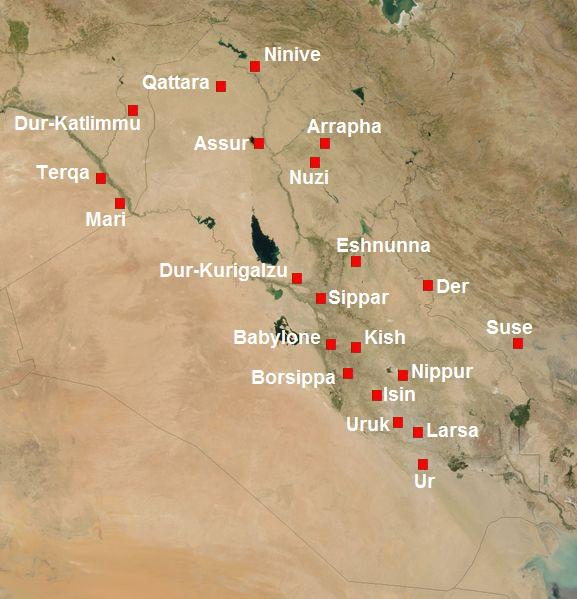
烏魯克的位置

## 宗教
烏魯克的主要宗教信仰為兩河多神教，所崇拜的主神為天神安（阿卡德語名為阿努）與女神伊南娜（阿卡德語名為伊師塔爾）。
安被視為天之神，主神之父，名義上的最高神，他在烏魯克的神廟為阿努神廟，興盛于約西元前4,000年～西元前2,000年。
伊南娜被視為金星女神、戰爭、愛情與豐饒之神，她在烏魯克的神廟為伊安那神廟，興盛于約西元前4,000年～西元前2,000年。從烏魯克時代開始，她便以四種不同的形象出現獲得崇拜，每一種形象都有一座特別的神廟（儘管現在還無法將各個神廟的名字與遺址對應）:
- 𒀭𒈹𒆳（dinanna-kur，“冥府的伊南娜”），對應神廟名為𒌋𒌋𒌋𒀭𒈹（eš-dinanna，“伊南娜的聖域”）；
- 𒀭𒈹𒌓（dinanna-hud2，“清晨的伊南娜”），對應神廟名為𒌋𒌋𒌋𒀭𒈹𒋝（eš-dinanna-sig，“伊南娜在早上的聖域”）；
- 𒀭𒈹𒋝（dinanna-sig，“夜晚的伊南娜”），對應神廟名為𒂍𒀭（e2-an，“天之神廟”）；
- 𒀭𒈹𒉣（dinanna-NUN，“伊南娜”），對應神廟名為𒂍𒀭𒆠（e2-an-ki，“天地的神廟”）；

## 來源
1. ↑  Charvát 2002, p.119
2. 1 2 3 4 5  寫法與轉寫引自《蘇美爾王表》，etcsl
3. ↑  蘇美史詩《恩美卡與阿拉塔之王》、《恩美卡和恩蘇克什達納》，etcsl
4. ↑  蘇美史詩《吉爾迦美什與阿伽》，etcsl

## 外部連結
1. 蘇美爾王表（原文） （页面存档备份，存于）
2. 電子蘇美爾文學 （页面存档备份，存于）
3. 蘇美爾語字典